# Rio Caí
Pour les articles homonymes, voir Cái.
Le rio Caí est un cours d'eau brésilien de l'État du Rio Grande do Sul.

## Géographie
Avec une aire d'approximativement 5 027 km2, le bassin hydrographique du rio Caí équivaut à 1,79 % de la superficie de l'État. Il se situe au Nord de la capitale, Porto Alegre, entre la Dépression centrale et le plateau brésilien. Sur 285 km, il arrose 41 municipalités, composant une population de 383 929 habitants, dont 25 % en zone rurale.

### Trois Tronçons
Le rio Caí peut se diviser en trois tronçons de caractéristiques distinctes :
- Cours supérieur : des sources à la confluence avec le rio Piaí, il s'agit de la partie avec la plus forte déclivité (entre 0,15 et 3,5 %), sur la partie Nord-Est du bassin - région de plateaux et de coteaux. Le lit du cours d'eau y est réduit à un étroit canal avec des rives escarpées. Les affluents prennent leurs sources sur des hauteurs pouvant dépasser 800 m, provoquant la formation de cascades.

- Cours moyen : du rio Piaí jusqu'à São Sebastião do Caí. C'est la zone Centrale et Nord-Est du bassin, alternant rapides et parties calmes.

- Cours inférieur : de São Sebastião do Caí jusqu'à l'embouchure. C'est la partie la plus plate du cours d'eau et du bassin, où le débit est le plus important mais, comme le parcours est plat, la vitesse est basse.

## Affluents
Les principaux affluents du rio Caí sont :
- Rio Caracol (rg[note 1]),
- Rio Guaçú (rg),
- Rio Mineiro (rg),
- Rio Cadeia (rg),
- Rio Divisa (rd),
- Rio Muniz (rd),
- Rio Macaco (rd),
- Rio Piaí (rd),
- Rio Pinhal (rd),
- Rio Belo (rd),
- Rio Ouro (rd),
- Rio Mauá (rd),
- Rio Maratá (rd),

## Hydrologie
La moyenne annuelle des précipitations est variable, pouvant atteindre 1 400 mm/an aux sources et 900 mm/an à partir de São Sebastião do Caí.

## Aménagements et écologie
L'agriculture est la principale activité économique développée dans les environs du fleuve, bien que l'industrie et le commerce soient des activités génératrices de plus de richesses. Caxias do Sul, localité située sur la ligne de partage des eaux entre les bassins des rios Caí et Taquari-Antas, est le plus grand centre urbain. Feliz, Montenegro et São Sebastião do Caí, localisées sur les rives du cours principal, sont aussi des villes importantes.
Le bassin du rio Caí englobe des communes dont l'activité industrielle est assez développée, parmi lesquelles se détachent Farroupilha et Caxias do Sul, situées dans la Serra Gaúcha. Cette industrie très polluante est principalement axée sur la métallurgie, et, sur le rio Cadeia, un affluent, les tanneries.